# Митчелл, Томас (футбольный тренер)
То́мас Бра́ун Ми́тчелл (англ. Thomas Brown Mitchell, 1843, Дамфрис, Шотландия — август 1921) — шотландский тренер. Пятикратный обладатель Кубка Англии и первый тренер футбольного клуба «Арсенал».

## Биография
Томас Митчелл родился в Дамфрисе, Шотландия в 1843 году. В 1867 году он переехал на юг страны, был известным футбольным арбитром.
Митчелл был назначен тренером-секретарем «Блэкберн Роверс» в 1884 году. С его руководством клуб стал обладателем пяти Кубков Англии в восьми сезонах между 1884 и 1891 годами. Последнюю победу в Кубке клуб одержала над «Ноттс Каунти» в 1891 году. Митчелл является одним из самых успешных тренеров «Блэкберн Роверс». Он тренировал этот клуб на протяжении 12 лет и ушёл из него в 1896 году.
В «Вулидж Арсенал» Митчелл пришёл после поражения от «Миллуолла» в Кубке Англии. Несмотря на то, что клуб занял 5-е место во Втором дивизионе, 10 марта 1898 года Митчелл ушёл в отставку, вернулся в Блэкберн.